# Nowa Synagoga w Jełgawie
Nowa Synagoga w Jełgawie (łot. Jelgavas jaunā sinagoga) – nieistniejąca synagoga, która znajdowała się w Jełgawie na Łotwie, u zbiegu dzisiejszych ulic Ūdens i bulwaru Jāņa Čakstesa (dawniej Ūdens i Upes), w bezpośrednim sąsiedztwie rzeki Driksa.
Świątynia została wzniesiona w 1877 roku obok istniejącej już wcześniej Wielkiej Synagogi, usytuowanej w ogrodzie za nowym budynkiem. Projekt synagogi opracował łotewski architekt Oskars Bārs. Nowa synagoga wyróżniała się charakterystyczną zieloną kopułą, która stała się rozpoznawalnym elementem pejzażu nabrzeża rzeki Driksas. Ze względu na tę cechę budowla była często przedstawiana m.in. na pocztówkach. Chociaż oficjalnie była to „nowa synagoga”, niektóre źródła oraz przekazy ikonograficzne mylnie przypisywały jej nazwę „wielkiej synagogi”, właściwą dla starszego obiektu znajdującego się w głębi posesji za budynkiem.

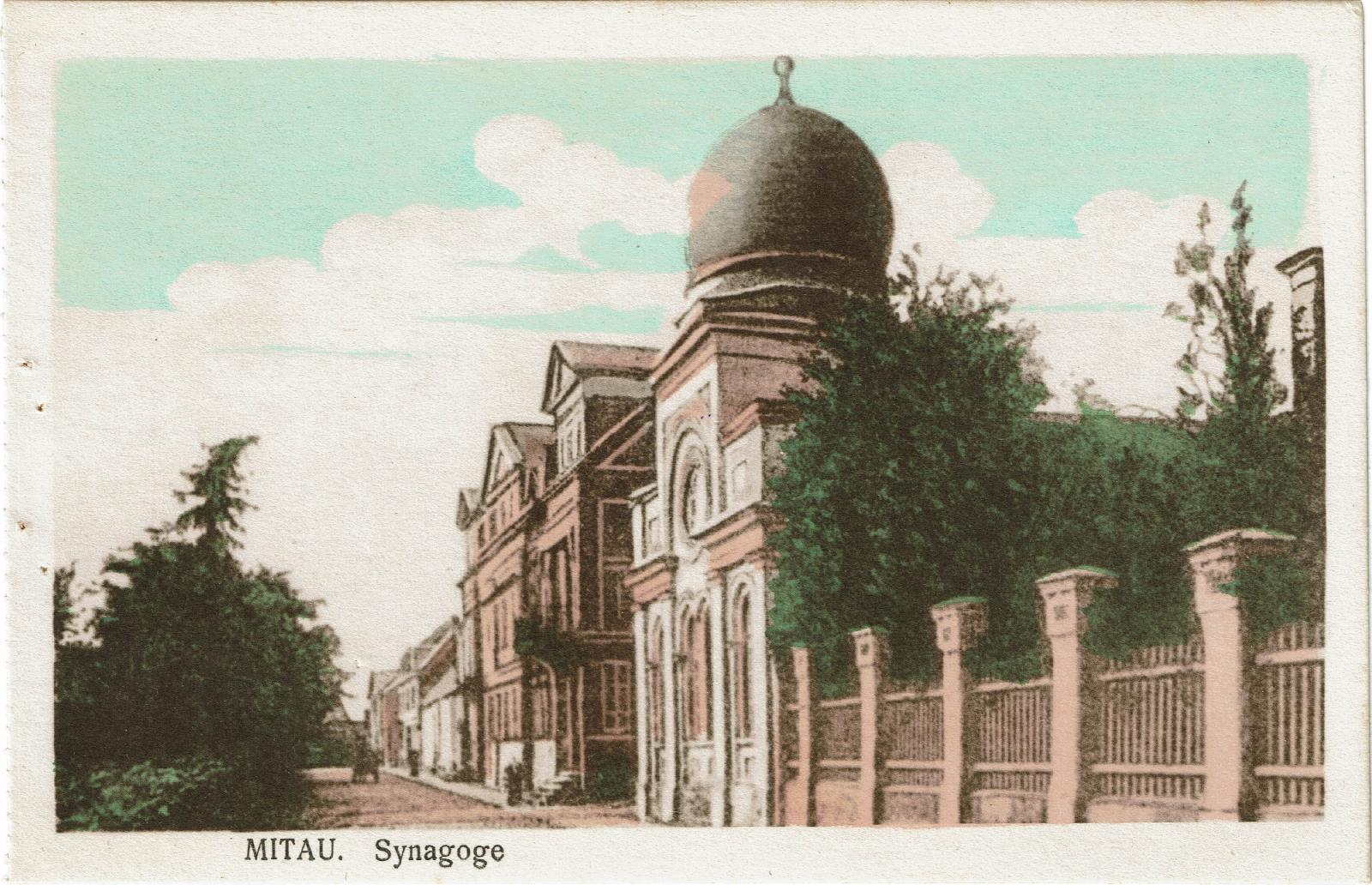
Pocztówka przedstawiająca synagogę z lat 1908–1914

W latach 1875–1879 budynek przeszedł modernizację. 29 czerwca 1941 miasto zostało zajęte przez wojska niemieckie w trakcie II wojny światowej. Synagoga razem ze wszystkimi żydowski miejscami kultu w mieście została zniszczona w wyniku podpalenia. Jesienią tego roku usunięto pozostałości budynków, co zostało przedstawione jako „ostateczne oczyszczenie miasta z wszelkich śladów obecności Żydów”.